# Эвенсен, Эрлинг
Эрлинг Эвенсен (норв. Erling Evensen; 29 апреля 1914 года, Рингсакер — 31 июля 1998 года, Рингсакер) — норвежский лыжник, призёр Олимпийских игр 1948 года.

## Карьера
На Олимпийских играх 1948 года в Санкт-Морице, завоевал бронзовую медаль эстафете, в которой он бежал первый этап, и провёл его неудачно закончив его лишь на 4-м месте, уступив не только фаворитам шведам и финнам, но и довольно слабой сборной Австрии, партнёры Эвенсена по команде на последующих этапах несколько исправили ситуацию, выведя сборную Норвегии на 3-е место. Так же был 15-м в гонке на 18 км. В гонке на 50 км участия не принимал.
На чемпионате мира 1939 года в Закопане занял 4-е место в эстафете.